# أدولف سيلاشر
أدولف سيلاشر (بالألمانية: Adolf Seilacher)‏ (وُلد 24 فبراير 1925 وتُوفي 26 أبريل 2014) كان عالِم حفريات ألماني، عمل في علم الأحياء القديمة، التطوري والإيكولوجي لأكثر من 60 عاماً. اشتهر بمساهماته في دراسة الحفريات الأثرية، التشكل البنيوي والبنيوية والحيويات الإدياكارية.

## الجوائز
- 1983 ميدالية ريمون سي. مور لعلم الأحياء القديمة [8]
- 1992 جائزة كرافورد[9]
- 1993 وسام مجتمع الأحافير[10]
- 1994 ميدالية غوستاف شتاينمان[11]
- 2006 ميدالية لابوورث من جمعية علم الأحافير .[12]
- [13] 2013 ميدالية أوتو جايكيل